# Кусниця
Кусниця — річка  в Україні, у Крижопільському  районі Вінницької області. Ліва притока Марківки (басейн Дністра).

## Опис
Довжина річки 9 км., площа басейну - 56,2 км².

## Розташування
Бере  початок на півдні від Красного. Тече переважно на південний захід і у Кісниці впадає у річку Марківку, ліву притоку Дністра за 52 км. від гирла.